# Chiesa di Sant'Angelo Magno
La chiesa di Sant'Angelo Magno si trova nel centro storico della città di Ascoli Piceno, nell'antico rione della Piazzarola.

## Storia

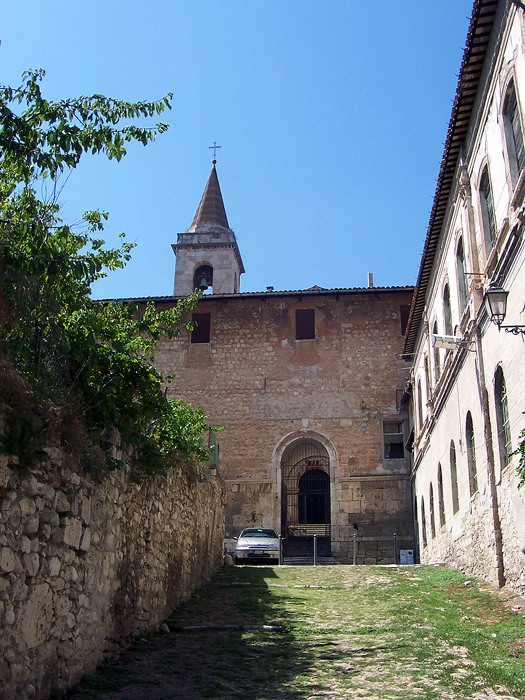
Entrata del complesso architettonico della chiesa

La chiesa ed il monastero risalgono al IX secolo e sono interamente realizzati con blocchi di travertino. In origine era una fondazione longobarda dedicata all'arcangelo Michele.

### Architettura
La chiesa si presenta con una facciata in stile romanico che reca la data 1292 e situata all'interno di un antico complesso architettonico. Il portale d'ingresso è preceduto da un'elegante scalinata e sul fronte è ben visibile il rosone a colonnine gotiche. La torre campanaria, presenta caratteristiche sullo stile di quel del periodo.

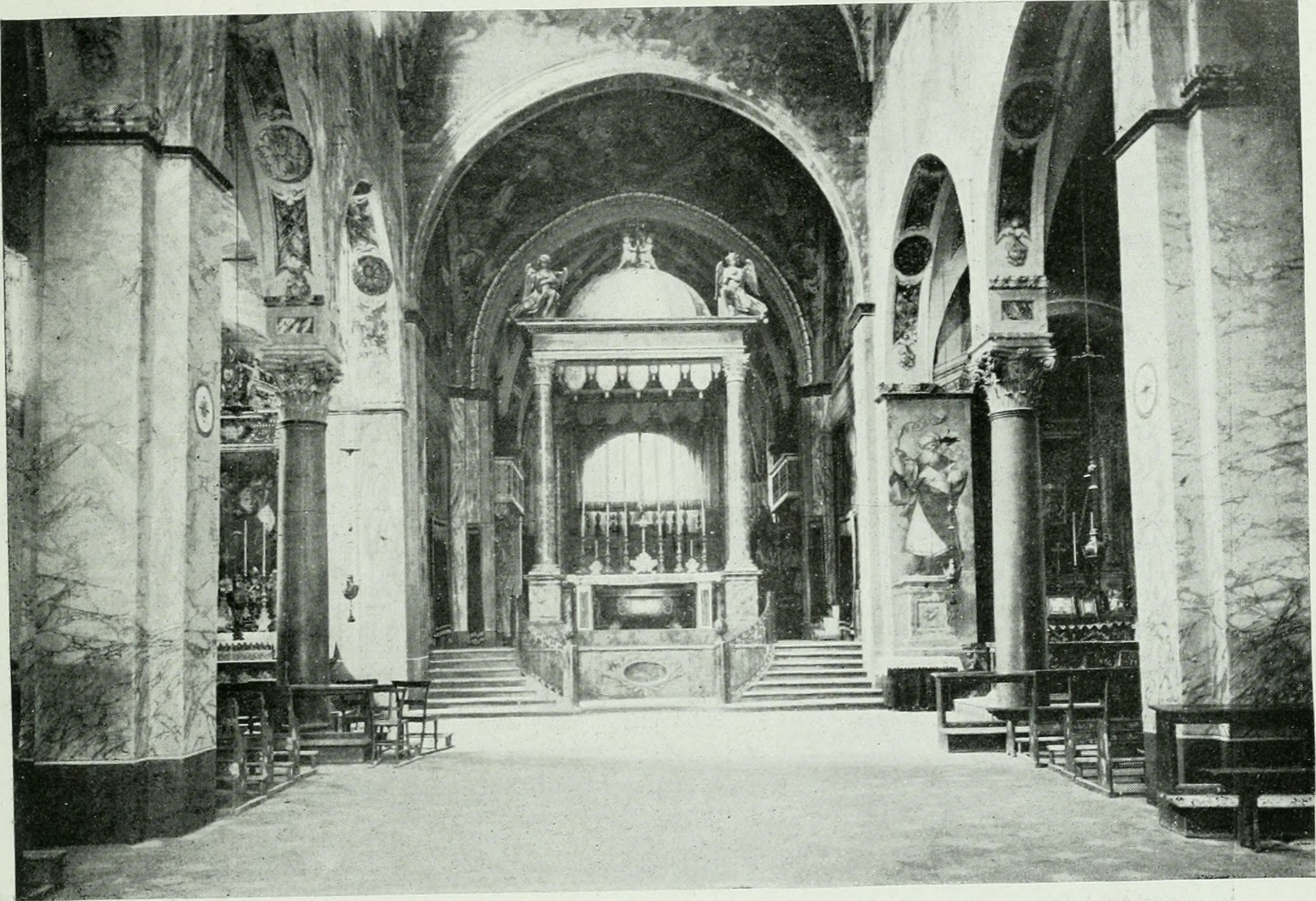
L'interno nel 1905

L'interno, suddiviso in tre navate, mostra ed evidenzia le diverse trasformazioni succedutesi nel corso del tempo. Meritano menzione le due colonne in granito con basi e capitelli marmorei in stile corinzio, come meritano menzione gli interventi operati dai monaci Olivetani a partire dal XV secolo, che modificarono l'assetto medievale della chiesa con introduzioni di elementi in stile barocco, con decorazioni parietali ad opera di Tommaso Nardini e Pietro Michelessi. Gli altari lignei, scolpiti e dorati, risalgono al XVII secolo e sono arricchiti da tele realizzate dagli artisti Carlo Maratti, Giuseppe Ghezzi e Giacinto Brandi. Al centro del presbiterio s'innalza il baldacchino eseguito da Emidio Paci nel 1830 sovrastato dalla cupola sorretta da quattro colonne in gesso con capitelli e basi in terracotta.